# Lessertia (Linyphiidae)
Lessertia là một chi nhện trong họ Linyphiidae.

## Các loài
- Lessertia barbara (Simon, 1884) — Tây Ban Nha, Morocco, Algeria
- Lessertia dentichelis (Simon, 1884) — châu Âu, quần đảo Canary, Madeira, Canada, New Zealand